# Алекс Хонолд
Алекс Хонолд (рођен 17. августа 1985) је амерички пењач по стенама, најпознатији по слободним успонима великих зидова.
Он је прва и једина особа која је успела у слободном успону планине Ел Капитан у Националном парку Јосемити и држи рекорд за најбржи слободни успон на троструку круну Јосемитија - 18-сатну, 50-минутну везу уз Маунт Ваткинс, Д ноуз и Регулар нортвест сајд ов д хаф доум. Хонолд воли високе, дуге руте и труди се да их савлада брзо. Аутор је (заједно са Дејвидом Робертсом) мемоара Алотун он д вол (2017) и тема биографског документарног филма Фри соло (2018), који је освојио БАФТА и Оскара.
Хонолд је инспирисан пењачима као што су Питер Крофт, Џон Бакар и Томи Калдвел и још више предивним локацијама као што је Ел Капитан.

## Живот и рад
Хонолд је рођен у Сакраменту у Калифорнији, син Диердре Воловник (писац и педагог) и Чарлса Форест Хонолда. Он је пољског порекла. Почео се бавити пењањем у пењачкој теретани кад је имао 5 година и тренирао је „много пута недељно” до десете године. Као тинејџер је учествовао на многим домаћим и међународним пењачким првенствима за младе.
„Никад нисам био лош пењач (као дете), али никада нисам био ни одличан пењач”, каже он. „Било је доста других пењача који су били много, много јачи од мене, који су почели као деца и били су одмах ненормално јаки - као да једноставно имају природан дар. Никада нисам био такав. Једноставно сам волео пењање и пењем се све време од тад па сам се природно поправио али никада нисам био обдарен.”
Након што је 2003. године завршио Средњу школу Мира Лома у оквиру Међународног програма за матуранте уписао се на Универзитет Беркли у Калифорнији да студира грађевинарство. Током прве године колеџа његов деда по мајци је умро и његови родитељи су се развели, а Хонолд је прескочио многе од својих часова како би се оградио сам у Индијан Року. Искуство је описао као „Гнусно ... нисам живео у дому. Имали смо породичног пријатеља који ми је дозволио да изнајмим његов двособни стан у граду. У својој једној години на Берклију нисам срео никога. никада нисам разговарао ни са ким.”
Након годину дана је напустио Беркли и неко време живео код куће и возио се по Калифорнији како би се посветио пењању. „Завршио сам са старим комбијем моје маме, и то је била моја база.” рекао је он. „Користио бих га да се одвезем до Џошуа трија ради пењања или бих се одвезао у ЛА да видим своју девојку. Моја орбита је била сићушна и заиста јефтина. Уништио сам тај комби прилично брзо; само је престао да ради једног дана па сам током целе следеће године живео само на свом бициклу и у шатору.” У 2007. години је купио комби, Форд еконолајн Е150, што му је омогућило да се фокусира на пењање и да прати временске прилике.
Према Алпинистичком профилу за 2011. годину:
У уму пењачког света, Хонолд се комплетно формирао. У 2006-ој години нико није чуо за њега. Године 2007. је успео да изведе слободан успон Астромана и Рострума, врхова Јосемитија, у једном дану. Тиме је поновио легендарно достигнуће Питера Крофта из 1987. и одједном је постао познат. Годину дана касније је извео слободни успон на 1.200 ft (370 m) дугачкој пукотини на истој планини. Успон је пријављен 1. априла. Људи су данима мислили да је вест шала. Пет месеци након тога, Хонолдов следећи корак је био да изведе слободни успон на клизавој рути дугачкој 2.000 ft (610 m). Крофт је назвао овај подухват најимпресивнијим успоном без канапа икада.
Стекао је славу након што је његов успон Регулар нортвест сајд ов д хаф доум руте представљен у филму Алоун он д вол и након тога појавом у емисији 60 минитс.
У новембру 2011, Хонолд и Ханс Флорин су замало оборили рекордно време успона на рути Ноуз на Ел Капитану. Њихово време је било 2 сата и 37 минута, 45 секунди спорије од тадашњег рекорда. На тој истој рути су 17. јуна 2017. године успели да поставе нови рекорд од 2 сата, 23 минута и 46 секунди.
У новембру 2014. године, Клиф Бар је објавио да више неће спонзорисати Хонолда, заједно са још четири пењача чији је стил пењања такође слободни успон. „Закључили смо да ови облици спорта померају границе и узимају елемент ризика на место где ми као компанија више нисмо спремни да идемо”, написала је компанија у отвореном писму.
Трећег јуна 2017. године је извео први слободни успон Ел Капитана комплетирајући 2.900 ft (880 m) дугу руту Фрирајдер у оквиру од 3 сата и 56 минута. Тај подухват, описан као „један од најбољих атлетских подухвата икада” су забележили Џими Чин (пењач и фотограф) и Е. Чаи Васархели (његова жена). Подухват је представљен у филму Фри соло. Између осталих награда филм је освојио и Оскара за најбољи документарни филм(2018).
Шестог јуна 2018, Хонолд се удружио са Томијем Калдвелом како би оборили рекорд за време успона руте Ноуз на Ел Капитану. Успели су да комплетирају ту руту, дугачку око 3.000 ft (910 m) у рекордном времену од 1:58:07. Тиме су постали први пењачи који су ту руту комплетирали за мање од два сата.

## Лични живот
Хонолд је живео у комбију више од деценије. „Не мислим да је живот у комбију посебно привлачан. Није као да волим да живим у колима, али волим да живим у свим тим местима. Волим да будем у Јосемитију, волим да будем практично било где где је време добро; волим што сам у могућности да пратим добре услове изнова и изнова и да се осећам релативно опуштено док то радим. Све то поприлично захтева живот у ауту... Кад бих могао да чудесно телепортујем кућу са места на место радије бих живео у пријатној, удобној кући. Иако, искрено, комби је некако пријатан. Волим што ми је све надохват руке. Када одседам у хотелској соби, некад ме сместе у веома отмену, велику хотелску собу и онда морам да шетам подоста до купатила. Тада се замислим „Ах. волео бих да ми је при руци флаша за нужду.” Ко би ишао чак до купатила усред ноћи када можеш само да се нагнеш и зграбиш своју флашу за нужду?” Комби у ком он живи је опремљен кухињом и ормарићима.
Хонолд је купио кућу у Лас Вегасу 2017. године. „У почетку нисам имао никакав намештај тако да сам првих пар недеља живео у комбију на прилазу. Осећао се више као дом него празна кућа.” Отприлике у исто време, заменио је Форд еконолајн комби у ком је живео од 2007. године и прешао 200.000 миља са новим Рам ПроМастером, у ком још увек живи и путује већину године.
Хонолд је вегетаријанац, не пије алкохол и не користи дрогу. Он је страствени читач с' интересовањем за класичну књижевност, екологију и економију и себе описује као милитантног атеисту и феминисту.
Између сесија пењања воли да трчи или шета како би одржао ниво фитнеса.
Упознао је своју садашњу девојку, Сани Меккандлес, на потписивању књиге 2015. године. Убрзо након тога су постали пар и она је битан део његовог живота што је истакнуто у филму Фри соло.

## Филантропија
У 2012. започео је Фондацију Хонолд која тражи просте, одрживе начине за побољшање живота широм света. Организација је тренутно фокусирана на промоцију соларне енергије у земљама развоја.

## Књиге
- Alone on the Wall: Alex Honnold and the Ultimate Limits of Adventure. London: Pan. 2007. ISBN 978-1447282730.. Коаутор Дејвид Робертс

## Филмографија
Док је највише познат по улози звезде у филму Фри соло који је освојио Оскара такође се појављује и у неколицини других награђиваних филмова.
- Д шарп енд (2007) - Када је имао 22 године био је слабо познат изван граница пењачког друштва Јосемитија. Међутим Алексови успони легендарних рута Јосемитија, Рострума и Астромана, су привукли пажњу авантуристички настројене филмске куће Сендер филмс. Они су позвали Алекса да се придружи осталим најбољим Америчким пењачима на путу за Адршпах, опасну пењачку зону у Чешкој републици. Тај пут се касније претворио у основу за поглавље филма Д шарп енд. У једној краткој али драматичној сцени тим се окупља испод озлоглашено страшне руте и дебатује да ли да покушају да се попну. Кад су остали пењачи одлучили да не покушају као да су мотивисали Алекса. Он у филму каже: „Били смо тамо сат времена, причали о томе како је рута тешка и застрашујућа. Треба само да покушамо и успећемо.” Алекс се полако везује канапом и мало касније безбедно стиже на врх.
- Алоун он д вол (2008) - Алекс Хонолд понавља своја два најпознатија успона у овом филму. Преко овог филма су фанови пењања широм света сазнали за Алекса Хонолда. Спортски писац Дејвид Робертс је назвао филм омањим ремек делом. У Јути, Алекс прелази руту дугачку 2.000 ft (610 m) на пешчаном камену зида Мунлајт Батрес у Националном парку Зион. Сниматељи су били опрезни да ни на који начин не ометају Хонолда док је на зиду. Међутим, усред руте која има елитну оцену 5.12, Алекс је био опустен и причљив. У једној тренутку је питао тим: „Да ли желите да се претварам да се мучим?” Исти тим из Сендер куће је касније снимио Алексов успон регуларне руте Хаф Доум у Националном парку Јосемити.
- Прогресија (2009) - Хонолд је наставио са својим радом испред објектива Биг УП Продакшнс-а у овом документарном филму. Прогресија истражује све форме пењања: боулдеринг, пењање на великим зидовима и такмичарско (спортско) пењање. Алекс Хонолд, Кевин Јоргесон и Мет Сигал се пењу неким од најтежих шљункастих рута у Енглеској. Као додатак, филм прати елитне пењаче Крис Шарму, Томија Калдвела, Данијела Вудса и Адама Ондру по њиховим разним пројектима широм света.
- Хонолд 3.0 (2012) - Након његове појаве у Америчкој емисији 60 минитс Алекс се бори са својим изненадним статуом омање познате личности. Филм приказује Алексов успон Трипле круне Јосемитија - Ел Капитан, Хаф Доум и Маунт Валкинс. Иако се филмска екипа двоумила о снимању филма о слободном успону Алекс каже да му је у ствари било лакше и пријатније што су они ту. Филм прати његова невероватна достигнућа, комплетирање руте тежине 5.13+ на Бишопу, обарање временског рекорда на рути Ноуз на Ел Капитану и комплетирање Трупле круне Јосемитија за мање од 19 сати. Сендер Филмс су објавили Хонолд 3.0 као део Рил Рок 7 Архивирано на веб-сајту  (13. мај 2019) филмске туре.
- А лајн акрос д скај (2015) - Алекс Хонолд и Томи Калдвел постају први пењачи који успеју да комплетирају Фиц Ројеву руту у Патагонији. Рута је микс пењања по великом зиду и планинарења, дугачка 13.000 ft (4.000 m). Овај филм документује легендарни, комичан пут Калдвела и Хонолда док сами снимају цео пут својим ајфонима и малом камером.
- Шоудаун ет Хорсшу Хел (2015) - Овај филм приказује годишњи догађај у Арканзасу, 24 сата Хорс шу Хел ивент који називају Брнинг Мен пењања. То је такмичење у ком пењачи покушавају да комплетирају што више рута у 24 сата. Док већина пењања не мари толико за резултат, Алекс долази спреман да победи конкуренцију. Ник Бери и Мејсон Ерл су заједно са својим менаџером осмислили тактику да победе Хонолда у чему на крају и успевају.
- Африка Фјужн (2016) - У овом филму Алекс Хонолд заједно са Хазелом Финдлејом путује у Африку како би истражио неке од најизазовнијих рута у Намибији и Јужној Африци. Заједно успевају да комплетирају разне руте са зидовима од гранита и пешчаног камена. Неке од тих рута се налазе у областима: Спицкопе, Блоуберг, Лимпопо, Валерваи, Бовен, Мпумаланга, Кејп Таун и Јелоувуд.
- Квин Мауд Ленд (2018) - У овом филму Алекс Хонолд се удружује са Џими Чином, Конрад Анкером, Седар Рајтом, Аном Фаф и Саваном Камингс на експедицији Квин Мауд Ленд планина на Антарктику. Поделили су се у групе по двоје како би савладали 15 планина у 17 дана. Овај фим се појављује у Рил Року 13 Архивирано на веб-сајту  (13. мај 2019).
- Фри соло (2018) - У 32-ој години Алекс Хонолд диже ниво у својој категорији пењања, пењању без опреме - задаје себи за циљ руту која му је сан откад је био дете, 3.000 ft (910 m) дуг зид Ел Капитана. Филм задире дубоко у Хонолдов свет, приказујући његов персонални свет, његов приступ овом невероватном успону као и 5 етапа руте кроз које је прошао. Фри соло је освојио Оскара за најбољи документарни филм и БАФТА награду за 2019. годину.

## Награде
- 2010. Награда Голден Пајтон од Клајмбинг магазина, за издржљиво пењање
- 2015. Хонолд и Томи Калдвел добијају Пиолетс д' Ор за прво пуно комплетирање Фиц Ројеве руте у Патагонији
- 2018. Роберт и Миријам Андерхил награда Америчког алпинистичког клуба за успешност у разним пољима пењања
- 2018. Специјални помен Пиолет д' Ор-а за његов несвакидашњи допринос пењању 2017.